# Rafael Hernando y Palomar
|  | Aquest article tracta sobre el compositor espanyol. Si cerqueu el polític espanyol del PP, vegeu «Rafael Hernando Fraile». |

Rafael Hernando y Palomar (Madrid, 31 de maig de 1822 - Madrid, 10 de juliol de 1888) va ser un compositor de sarsuela espanyol.

## Biografia
Fill de Pedro Hernando i Eugenia Palomar, sa mare el va deixar orfe a l'edat de dos anys. Als quinze anys va ingressar al Conservatori de Madrid on va estudiar solfeig i piano amb Pedro Albéniz, cant amb Baltasar Saldoni i composició amb Ramon Carnicer. Donant-se la circumstància que una tia seua, germana del pare, s'havia casat a França i residia a París, Hernando va decidir l'any 1843 traslladar-s'hi per a perfeccionar els seus coneixements musicals. A la capital francesa va estudiar amb Manuel Garcia (fill) i va entaular amistat amb Daniel-Esprit Auber. Auber, paladí de l'òpera còmica francesa, va aconseguir per a ell el càrrec de director del cor de l'Opéra Comique. A París va estrenar un Stabat Mater i va donar a conèixer una òpera sobre text italià: Romilda.
Arran de l'esclat de la Revolució de 1848 i havent rebut un missatge que l'avisava de la imminent mort del pare, va tornar a Espanya. Aviat es va unir als compositors que provocarien el ressorgiment de la sarsuela: Barbieri, Oudrid, Ynzenga i Gaztambide. El llibretista de El ensayo de una ópera, una de les primeres sarsueles modernes estrenades, Juan del Peral, en vistes que Oudrid no volia fer-ne una ampliació de la partitura, li va encarregar el treball a Hernando, i així, amb només 26 anys, Hernando va debutar en la sarsuela. L'èxit de El ensayo de una ópera va fer que del Peral li proporcionara un nou llibret, i sobre aquest Hernando va compondre i va estrenar la seua primera sarsuela: Palo de ciego (1849).
No trigaria gaire a arribar el primer gran èxit d'Hernando, que va tenir lloc amb l'estrena, el mateix any 1849, de Colegialas y soldados. L'èxit va ser sensacional, fins al punt que el mateix Hernando, en una edició de la partitura l'any 1872 declara amb pressupmció:
| « | [Colegialas y soldados] va determinar la forma del gènere, va promoure empresa teatral per a conrear-lo i va aconseguir, sense dilació ni demora i de la manera més completa, l'assídua concurrència del públic, que són les tres circumstàncies indispensables perquè amb raó hom puga dir que en Colegialas y soldados va raure i va tenir la seua base principal l'espectacle de la sarsuela en la seua actual, i des de llavors ininterrompuda, època | » |

.
Atrets per les possibilitats de guanys econòmics que el nou gènere deixava albirar, Barbieri, Oudrid, Ynzenga, Gaztambide i Hernando, units al llibretista Luis de Olona, van decidir crear una nova companyia, per a la qual Hernando va compondre El duende (1849), altre gran èxit que va atènyer la impressionant xifra de 150 representacions.
L'estiu del 1851 els socis esmentats, junt a l'actor Francisco Salas van fundar la Sociedad Artística per al conreu de la sarsuela, component i estrenant una obra col·lectiva, en la qual també va participar Hernando, i que va suposar un nou èxit: Escenas de Chamberí.
Tanmateix, Hernando va resultar menys prolífic que els seus companys, sobretot si se'l compara amb Barbieri i Gaztambide. Uns anys després, el 1853, fent-se necessària una ampliació de capital, Ynzenga, Oudrid i Hernando van quedar fora de la Societat, en no poder aportar els fons requerits.
L'eixida de la Societat, junt amb l'ascens i el reconeixement general de les que serien les principals figures del gènere reviscolat; Gaztambide, Barbieri i Emilio Arrieta, van provocar que Hernando s'apartara progressivament de la composició. El seu darrer èxit el va obtenir l'any 1860 amb El tambor.
Junt amb una menor dedicació a la sarsuela, va incrementar els seus esforços com a animador cultural i com a docent. Va col·laborar en la fundació de la "Societat Artístico-Musical de Socors Mutus", a través de la qual va desenvolupar una estimable activitat de difusió de la música simfònica i de cambra. També va ser catedràtic de l'Escola Nacional de Música i Declamació (Conservatori) i acadèmic de l'Acadèmia de Belles Arts de Sant Ferran. Se li deuen importants reformes en el Conservatori, que va poder realitzar amb el suport d'Hilarión Eslava i sota l'empara de la reina Isabel. Finalment va ser separat de la institució mitjançant una excedència forçosa per motius polítics.
La seua producció consta de 17 sarsueles i algunes obres religioses. Cap de les seues sarsueles ha quedat en el repertori actual.

## Obres
(Llista no exhaustiva)
- 1849 Palo de ciego - sarsuela en 1 acte - llibret: Juan del Peral
- 1849 Colegialas y soldados - sarsuela en 2 actes - llibret: Mariano Pina
- 1850 Bertoldo y comparsa - llibret: Gregorio Romero y Larrañaga
- 1851 Escenas de Chamberí - obra col·lectiva - llibret: Luis de Olonal
- 1851 Segunda parte de 'El duende' - sarsuela en 2 actes - llibret: Luis de Olona
- 1852 El novio pasado por agua - sarsuela en 3 actes - llibret: Manuel Bretón de los Herreros
- 1852 El secreto de la Reina - en col·laboració amb Joaquín Gaztambide i José Ynzenga
- 1853 Don Simplicio Bobadilla - en col·laboració amb Joaquín Gaztambide, Francisco Asenjo Barbieri i José Ynzenga - llibret: Manuel i Victoriano Tamayo y Baus
- 1854 Cosas de don Juan - sarsuela en 3 actes - llibret: Manuel Bretón de los Herreros
- 1860 El tambor - llibret: Emilio Álvarez